# جيمس دالريمبل ماكيفر
جيمس دالريمبل ماكيفر هو محامي وقاضي وسياسي أمريكي، ولد في 14 ديسمبر 1833، وتوفي في 1 فبراير 1912. انتخب عضو مجلس نواب كارولينا الشمالية ‏.